# Gerichtseingesessene
Als Gerichtseingesessene bezeichnet man die Anzahl der Menschen, die ihren ständigen Wohnsitz in einem bestimmten Gerichtsbezirk oder Gerichtssprengel haben, das heißt in dem Bereich, für den das Gericht zuständig ist.
Der Begriff ist ausweislich des Deutschen Rechtswörterbuchs bereits im Mittelalter verwendet worden. Noch heute findet er Anwendung, um die einzelnen Gerichtsbezirke untereinander im Hinblick auf die Größe zu vergleichen. An der Zahl der Gerichtseingesessenen wird regelmäßig die Zahl der Spruchkörper an den jeweiligen Gerichten bemessen. Im Gesetzentwurf vom 14. Mai 1969 forderte die SPD für Amtsgerichtsbezirke eine Stärke von mindestens 60.000 Gerichtseingesessenen, in abgelegenen Bezirken mindestens 40.000. Als Zahl der Gerichtseingesessenen sollte nach § 22a Abs. 3 des Entwurfs zur Änderung des Gerichtsverfassungsgesetzes (eigtl. Entwurf eines Gesetzes über die Mindestgröße der Amtsgerichtsbezirke) die vom Statistischen Landesamt ermittelte oder fortgeschriebene Zahl der Einwohner im Gerichtsbezirk.
Nicht selten bestimmt die Zahl Gerichtseingesessenen dadurch mittelbar die Besoldung der Direktoren und Präsidenten der jeweiligen Gerichte.